# Lonicera iberica
Lonicera iberica är en kaprifolväxtart som beskrevs av Friedrich August Marschall von Bieberstein. Lonicera iberica ingår i släktet tryar, och familjen kaprifolväxter. Inga underarter finns listade i Catalogue of Life.

## Bildgalleri

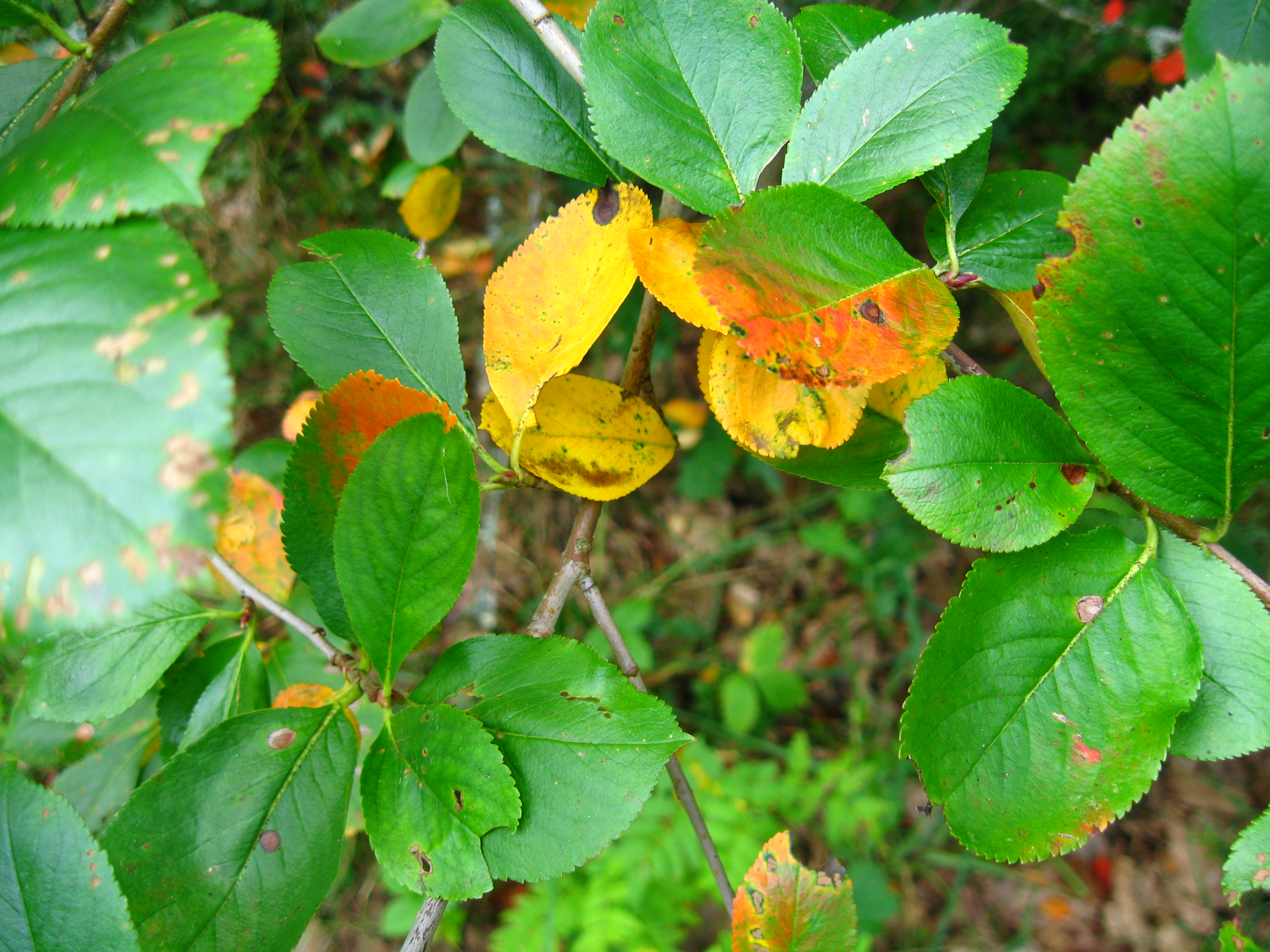
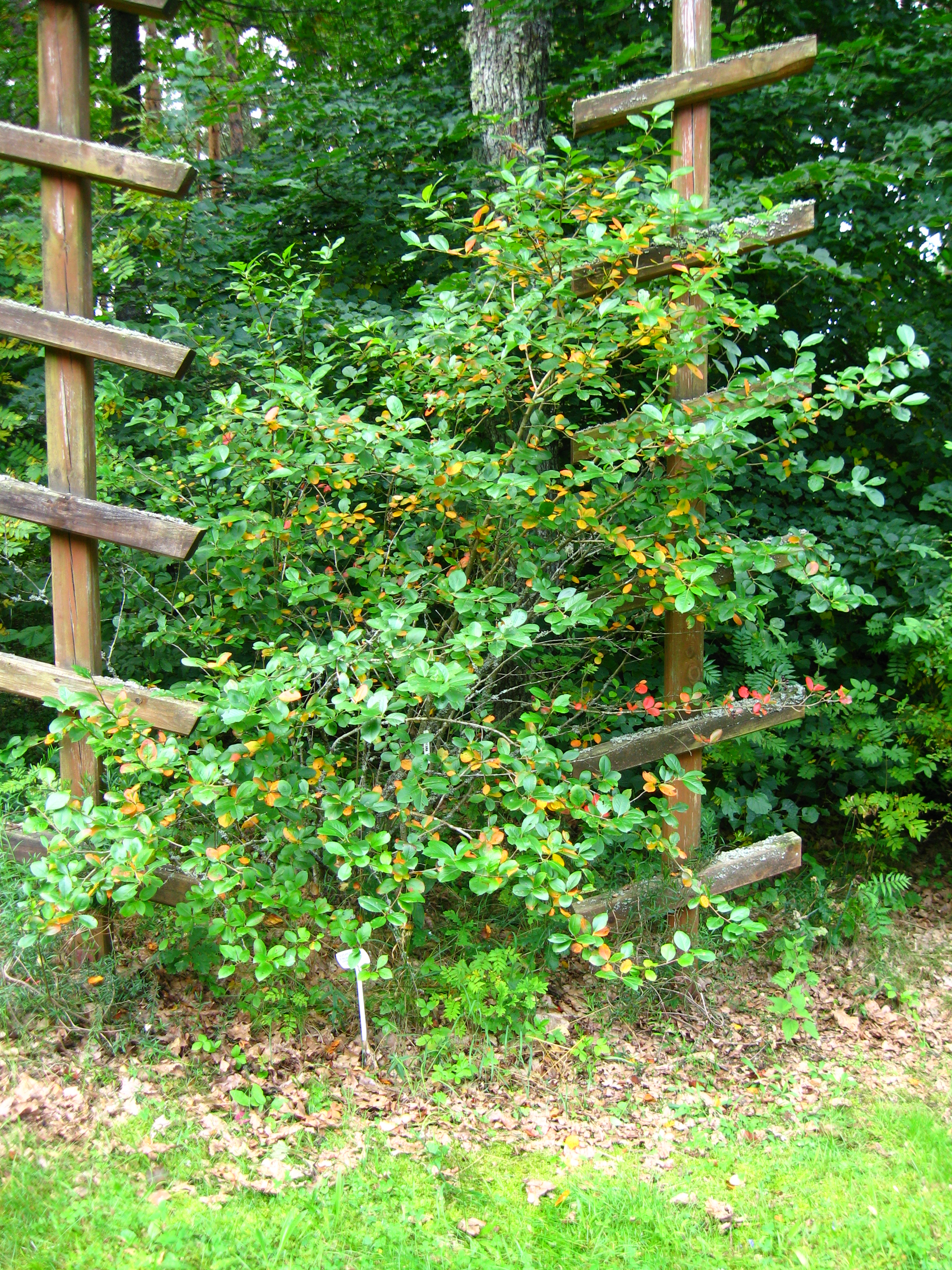